# Siwy Przechód
Siwy Przechód (około 1600 m) – głębokie wcięcie w zachodniej grani Siwego Wierchu (1805 m) w Tatrach Zachodnich, znajdujące się tuż po wschodniej stronie Siwej Kopy (1627 m). Od Siwego Przechodu w kierunku szczytu Siwego Wierchu ciągnie się labirynt dolomitowych skał, zwanych Rzędowymi Skałami. Południowe zbocza spod Siwego Przechodu opadają do głębokiej Doliny Suchej Sielnickiej, zbocza północne do prawej, górnej odnogi Doliny Siwej.
Zbudowany z wapieni i dolomitów rejon przełęczy jest siedliskiem bogatej flory ciepłolubnych roślin muraw naskalnych (podobnie jak cała grań Siwego Wierchu). Od 1974 rejon ten jest rezerwatem przyrody. Występuje tytaj m.in. goździk lśniący – gatunek rośliny na Słowacji bardzo rzadki, w Polsce wymarły.

## Szlaki turystyczne
– czerwony: Wyżnia Huciańska Przełęcz – Biała Skała – Siwy Wierch. Na odcinku przed Siwym Wierchem pewne trudności techniczne – do przejścia dwa odcinki ubezpieczone łańcuchami, pozbawione jednak ekspozycji. Czas przejścia z Wyżniej Huciańskiej Przełęczy na Siwy Wierch: 3 h, ↓ 2:30 h